# Grethe Weiser
Grethe Weiser, amb el cognom de soltera Mathildr Ella Dorothea Margarethe Nowka (Hannover, 27 de febrer de 1903 – Bad Tölz, 2 d'octubre de 1970) va ser una actriu teatral, cinematogràfica i televistaalemanya.

## Vida

### Inicis
La filla d'un empresari immobiliari fou criada a Klotzsche, un barri de Dresden. Va estudiar en Höhere Töchterschule i a l'escola privada de Friedel a Blasewitz, un altre barri de Dresden .
Als 17 anys, es va casar amb el majorista i fabricant de rebosteria Josef Weiser. La parella vivia inicialment a Dresden; El seu fill va néixer el 1922. Després que el seu marit va arrendar el teatre de cabaret "Charlott" a Kurfürstendamm a Berlín, Grethe Weiser va fer les seves primeres actuacions treballant com a recitadora.
Poc temps després, el matrimoni es va trencar, encara que ella no es va divorciar fins a l'any 1934. Grethe Weiser es va quedar sola amb el seu fill, fent classes d'interpretació i cant i actuant com soprano i comediant en cabarets, obres de revistes i operetes. Entre el 1928 i el 1930 va actuar en el Freie Volksbühne a Berlín, a més d'actuar i cantar en els cabarets de la capital. Fins i tot, va actuar en el Teatre Thalia de Hamburg i a Komödienhaus de Dresden, entre molts altres.

### Carrera cinematogràfica
Grethe Weiser va debutar al cine el 1930, on va actuar de manera regular a partir de l'any 1932. Va ser molt sol·licitada com a actriu de repartiment, on va interpretar papers com "L'enginyosa criada de torn", per exemple a Eskapade (1936). Al mateix temps que va cantar grans èxits com Der Vamp o Emils Hände.
Va destacar pel seu paper en la pel·lícula d'Erich Waschneck del 1937 Die göttliche Jette., on va interpretar a una jove cantant. La pel·lícula la va convertir en una cèlebre estrella. El mateix anys va actuar a Mändchen für alles.